# Torneio de Candidatos de 1983
O Torneio de Candidatos de 1982–1984 foi a etapa final do ciclo para escolha do desafiante ao título do Campeonato Mundial de Xadrez. O torneio foi disputado no ano de 1983 nas cidades de Vilnius, Londres, Velden, Alicante, Bad Kissingen e Moscou, com o formato de Sistema eliminatório com oito participantes. Garry Kasparov venceu a competição e se habilitou a desafiar o então campeão mundial Anatoly Karpov.
|  | Quartas-de-final | Quartas-de-final    | Quartas-de-final |                |                | Semifinais | Semifinais | Semifinais |  |  | Final | Final          | Final |
|  |                  |                     |                  |                |                |            |            |            |  |  |       |                |       |
|  |                  | Garry Kasparov      | 6                |                |                |            |            |            |  |  |       |                |       |
|  |                  | Alexander Beliavsky | 3                |                |                |            |            |            |  |  |       |                |       |
|  |                  | Alexander Beliavsky | 3                |                | Garry Kasparov | 7.0        |            |            |  |  |       |                |       |
|  |                  |                     |                  |                | Garry Kasparov | 7.0        |            |            |  |  |       |                |       |
|  |                  |                     | Victor Korchnoi  | 4.0            |                |            |            |            |  |  |       |                |       |
|  |                  | Victor Korchnoi     | Victor Korchnoi  | 4.0            | 6              |            |            |            |  |  |       |                |       |
|  |                  | Victor Korchnoi     |                  |                | 6              |            |            |            |  |  |       |                |       |
|  |                  | Lajos Portisch      | 3                |                |                |            |            |            |  |  |       |                |       |
|  |                  |                     |                  |                |                |            |            |            |  |  |       | Garry Kasparov | 8.5   |
|  |                  |                     |                  | Vasily Smyslov | 4.5            |            |            |            |  |  |       |                |       |
|  |                  | Vasily Smyslov      | 7                |                |                |            |            |            |  |  |       |                |       |
|  |                  | Robert Hübner       | 7                |                |                |            |            |            |  |  |       |                |       |
|  |                  | Robert Hübner       | 7                |                | Vasily Smyslov | 6.5        |            |            |  |  |       |                |       |
|  |                  |                     |                  |                | Vasily Smyslov | 6.5        |            |            |  |  |       |                |       |
|  |                  |                     | Zoltán Ribli     | 4.5            |                |            |            |            |  |  |       |                |       |
|  |                  | Eugênio Torre       | Zoltán Ribli     | 4.5            | 4              |            |            |            |  |  |       |                |       |
|  |                  | Eugênio Torre       |                  |                | 4              |            |            |            |  |  |       |                |       |
|  |                  | Zoltán Ribli        | 6                |                |                |            |            |            |  |  |       |                |       |